# Biblioteca Braille de Japón
La Biblioteca Braille de Japón (en idioma japonés, 日本点字図書館, Nippon Tenji Toshokan) es una biblioteca privada especial de Tokio (Japón), especializada en aquellas personas que no pueden leer el material estándar impreso, o para lectores e investigadores interesados en el campo de la pérdida o problemas de visión. La Biblioteca Braille del Japón es una de las mayores y más antiguas bibliotecas para ciegos de Japón.
La colección de la biblioteca incluye aproximadamente 81.000 libros en Braille (unos 23.000 títulos), 210.000 audiolibros (24.000 títulos), y varios documentos referentes a la ceguera y al método de lectura Braille.
La biblioteca también ofrece un servicio de transcripción Braille, un servicio de impresión Braille, servicios de grabación, servicios de biblioteca digital, programas de aprendizaje de ordenadores, de Braille, y servicio de venta de unos 1.200 productos para ciegos.